# Giro d'Italia de 1998
Giro d'Italia 1998 foi a octagésima primeira edição da prova ciclística Giro d'Italia (Corsa Rosa), realizada entre os dias 17 de maio e 8 de junho de 1998.
A competição foi realizada em 22 etapas com um total de 3.868 km.
O vencedor foi o ciclista italiano Marco Pantani. Largaram 162 ciclistas, e o vencedor conclui a prova com a velocidade média de 38,569 km/h.